# Liste des députés de la 33e législature irlandaise
Cette liste présente les Teachta Dála (députés) élus au 33e Dáil Éireann, la chambre basse du parlement irlandais (Oireachtas). Ces membres du Parlement ont été élus aux élections du 8 février 2020. Cette élection générale se déroule dans tout l'État pour élire 159 membres du Dáil Éireann. Le 33e Dáil se réunit pour la première fois le 20 février 2020. Son premier acte est d'élire le Ceann Comhairle, le président de la chambre.

## Dirigeants
Le 20 février 2020 se déroule l'élection du Président du Dáil Éireann, le Ceann Comhairle. Seán Ó Fearghaíl, Président sortant se représente. Son challenger est l'indépendant Denis Naughten. Seán Ó Fearghaíl, membre du Fianna Fáil est réélu par 130 voix contre 28.
- Ceann Comhairle : Seán Ó Fearghaíl
- Leas-Cheann Comhairle : Catherine Connolly

### Gouvernement

#### De 2020 à 2022
- Taoiseach : Micheál Martin
- Tánaiste : Leo Varadkar

#### Depuis 2022
- Taoiseach : Leo Varadkar
- Tánaiste : Micheál Martin

### Opposition
- Chef de l'opposition : Mary Lou McDonald

## Députés par circonscription
| Circonscription      | Nom                       | Parti | Parti                           |
| -------------------- | ------------------------- | ----- | ------------------------------- |
| Carlow–Kilkenny      | Kathleen Funchion         |       | Sinn Féin                       |
| Carlow–Kilkenny      | John McGuinness           |       | Fianna Fáil                     |
| Carlow–Kilkenny      | John Paul Phelan          |       | Fine Gael                       |
| Carlow–Kilkenny      | Jennifer Murnane O'Connor |       | Fianna Fáil                     |
| Carlow–Kilkenny      | Malcolm Noonan            |       | Parti vert                      |
| Cavan–Monaghan       | Matt Carthy               |       | Sinn Féin                       |
| Cavan–Monaghan       | Heather Humphreys         |       | Fine Gael                       |
| Cavan–Monaghan       | Brendan Smith             |       | Fianna Fáil                     |
| Cavan–Monaghan       | Niamh Smyth               |       | Fianna Fáil                     |
| Clare                | Michael McNamara          |       | Indépendant                     |
| Clare                | Violet-Anne Wynne         |       | Sinn Féin                       |
| Clare                | Cathal Crowe              |       | Fianna Fáil                     |
| Clare                | Joe Carey                 |       | Fine Gael                       |
| Cork East            | Pat Buckley               |       | Sinn Féin                       |
| Cork East            | James O'Connor            |       | Fianna Fáil                     |
| Cork East            | Seán Sherlock             |       | Parti travailliste              |
| Cork East            | David Stanton             |       | Fine Gael                       |
| Cork North-Central   | Thomas Gould              |       | Sinn Féin                       |
| Cork North-Central   | Pádraig O'Sullivan        |       | Fianna Fáil                     |
| Cork North-Central   | Colm Burke                |       | Fine Gael                       |
| Cork North-Central   | Mick Barry                |       | Solidarity–People Before Profit |
| Cork North-West      | Aindrias Moynihan         |       | Fianna Fáil                     |
| Cork North-West      | Michael Moynihan          |       | Fianna Fáil                     |
| Cork North-West      | Michael Creed             |       | Fine Gael                       |
| Cork South-Central   | Donnchadh Ó Laoghaire     |       | Sinn Féin                       |
| Cork South-Central   | Micheál Martin            |       | Fianna Fáil                     |
| Cork South-Central   | Michael McGrath           |       | Fianna Fáil                     |
| Cork South-Central   | Simon Coveney             |       | Fine Gael                       |
| Cork South-West      | Michael Collins           |       | Indépendant                     |
| Cork South-West      | Christopher O'Sullivan    |       | Fianna Fáil                     |
| Cork South-West      | Holly Cairns              |       | Sociaux-démocrates              |
| Donegal              | Pearse Doherty            |       | Sinn Féin                       |
| Donegal              | Pádraig Mac Lochlainn     |       | Sinn Féin                       |
| Donegal              | Thomas Pringle            |       | Indépendant                     |
| Donegal              | Joe McHugh                |       | Fine Gael                       |
| Donegal              | Charlie McConalogue       |       | Fianna Fáil                     |
| Dublin Bay North     | Denise Mitchell           |       | Sinn Féin                       |
| Dublin Bay North     | Richard Bruton            |       | Fine Gael                       |
| Dublin Bay North     | Cian O'Callaghan          |       | Sociaux-démocrates              |
| Dublin Bay North     | Aodhán Ó Ríordáin         |       | Parti travailliste              |
| Dublin Bay North     | Seán Haughey              |       | Fianna Fáil                     |
| Dublin Bay South     | Eamon Ryan                |       | Parti vert                      |
| Dublin Bay South     | Chris Andrews             |       | Sinn Féin                       |
| Dublin Bay South     | Eoghan Murphy             |       | Fine Gael                       |
| Dublin Bay South     | Jim O'Callaghan           |       | Fianna Fáil                     |
| Dublin Central       | Mary Lou McDonald         |       | Sinn Féin                       |
| Dublin Central       | Neasa Hourigan            |       | Parti vert                      |
| Dublin Central       | Paschal Donohoe           |       | Fine Gael                       |
| Dublin Central       | Gary Gannon               |       | Sociaux-démocrates              |
| Dublin Fingal        | Louise O'Reilly           |       | Sinn Féin                       |
| Dublin Fingal        | Darragh O'Brien           |       | Fianna Fáil                     |
| Dublin Fingal        | Joe O'Brien               |       | Parti vert                      |
| Dublin Fingal        | Alan Farrell              |       | Fine Gael                       |
| Dublin Fingal        | Duncan Smith              |       | Parti travailliste              |
| Dublin Mid-West      | Eoin Ó Broin              |       | Sinn Féin                       |
| Dublin Mid-West      | Mark Ward                 |       | Sinn Féin                       |
| Dublin Mid-West      | Emer Higgins              |       | Fine Gael                       |
| Dublin Mid-West      | Gino Kenny                |       | Solidarity–People Before Profit |
| Dublin North-West    | Dessie Ellis              |       | Sinn Féin                       |
| Dublin North-West    | Róisín Shortall           |       | Sociaux-démocrates              |
| Dublin North-West    | Paul McAuliffe            |       | Fianna Fáil                     |
| Dublin Rathdown      | Catherine Martin          |       | Parti vert                      |
| Dublin Rathdown      | Neale Richmond            |       | Fine Gael                       |
| Dublin Rathdown      | Josepha Madigan           |       | Fine Gael                       |
| Dublin South-Central | Aengus Ó Snodaigh         |       | Sinn Féin                       |
| Dublin South-Central | Bríd Smith                |       | Solidarity–People Before Profit |
| Dublin South-Central | Patrick Costello          |       | Parti vert                      |
| Dublin South-Central | Joan Collins              |       | Inds. 4 Change                  |
| Dublin South-West    | Seán Crowe                |       | Sinn Féin                       |
| Dublin South-West    | Paul Murphy               |       | Solidarity–People Before Profit |
| Dublin South-West    | Colm Brophy               |       | Fine Gael                       |
| Dublin South-West    | Francis Noel Duffy        |       | Parti vert                      |
| Dublin South-West    | John Lahart               |       | Fianna Fáil                     |
| Dublin West          | Paul Donnelly             |       | Sinn Féin                       |
| Dublin West          | Leo Varadkar              |       | Fine Gael                       |
| Dublin West          | Jack Chambers             |       | Fianna Fáil                     |
| Dublin West          | Roderic O'Gorman          |       | Parti vert                      |
| Dún Laoghaire        | Ossian Smyth              |       | Parti vert                      |
| Dún Laoghaire        | Richard Boyd Barrett      |       | Solidarity–People Before Profit |
| Dún Laoghaire        | Jennifer Carroll MacNeill |       | Fine Gael                       |
| Dún Laoghaire        | Cormac Devlin             |       | Fianna Fáil                     |
| Galway East          | Seán Canney               |       | Indépendant                     |
| Galway East          | Ciarán Cannon             |       | Fine Gael                       |
| Galway East          | Anne Rabbitte             |       | Fianna Fáil                     |
| Galway West          | Éamon Ó Cuív              |       | Fianna Fáil                     |
| Galway West          | Mairéad Farrell           |       | Sinn Féin                       |
| Galway West          | Noel Grealish             |       | Indépendant                     |
| Galway West          | Catherine Connolly        |       | Indépendant                     |
| Galway West          | Hildegarde Naughton       |       | Fine Gael                       |
| Kerry                | Michael Healy-Rae         |       | Indépendant                     |
| Kerry                | Pa Daly                   |       | Sinn Féin                       |
| Kerry                | Brendan Griffin           |       | Fine Gael                       |
| Kerry                | Danny Healy-Rae           |       | Indépendant                     |
| Kerry                | Norma Foley               |       | Fianna Fáil                     |
| Kildare North        | Catherine Murphy          |       | Sociaux-démocrates              |
| Kildare North        | Réada Cronin              |       | Sinn Féin                       |
| Kildare North        | Bernard Durkan            |       | Fine Gael                       |
| Kildare North        | James Lawless             |       | Fianna Fáil                     |
| Kildare South        | Seán Ó Fearghaíl          |       | Fianna Fáil                     |
| Kildare South        | Patricia Ryan             |       | Sinn Féin                       |
| Kildare South        | Martin Heydon             |       | Fine Gael                       |
| Kildare South        | Cathal Berry              |       | Indépendant                     |
| Laois-Offaly         | Brian Stanley             |       | Sinn Féin                       |
| Laois-Offaly         | Barry Cowen               |       | Fianna Fáil                     |
| Laois-Offaly         | Charles Flanagan          |       | Fine Gael                       |
| Laois-Offaly         | Carol Nolan               |       | Indépendant                     |
| Laois-Offaly         | Seán Fleming              |       | Fianna Fáil                     |
| Limerick City        | Maurice Quinlivan         |       | Sinn Féin                       |
| Limerick City        | Willie O'Dea              |       | Fianna Fáil                     |
| Limerick City        | Kieran O'Donnell          |       | Fine Gael                       |
| Limerick City        | Brian Leddin              |       | Parti vert                      |
| Limerick County      | Niall Collins             |       | Fianna Fáil                     |
| Limerick County      | Patrick O'Donovan         |       | Fine Gael                       |
| Limerick County      | Richard O'Donoghue        |       | Indépendant                     |
| Longford–Westmeath   | Sorca Clarke              |       | Sinn Féin                       |
| Longford–Westmeath   | Joe Flaherty              |       | Fianna Fáil                     |
| Longford–Westmeath   | Peter Burke               |       | Fine Gael                       |
| Longford–Westmeath   | Robert Troy               |       | Fianna Fáil                     |
| Louth                | Imelda Munster            |       | Sinn Féin                       |
| Louth                | Ruairí Ó Murchú           |       | Sinn Féin                       |
| Louth                | Ged Nash                  |       | Parti travailliste              |
| Louth                | Fergus O'Dowd             |       | Fine Gael                       |
| Louth                | Peter Fitzpatrick         |       | Indépendant                     |
| Mayo                 | Michael Ring              |       | Fine Gael                       |
| Mayo                 | Rose Conway-Walsh         |       | Sinn Féin                       |
| Mayo                 | Dara Calleary             |       | Fianna Fáil                     |
| Mayo                 | Alan Dillon               |       | Fine Gael                       |
| Meath East           | Darren O'Rourke           |       | Sinn Féin                       |
| Meath East           | Helen McEntee             |       | Fine Gael                       |
| Meath East           | Thomas Byrne              |       | Fianna Fáil                     |
| Meath West           | Johnny Guirke             |       | Sinn Féin                       |
| Meath West           | Peadar Tóibín             |       | Aontú                           |
| Meath West           | Damien English            |       | Fine Gael                       |
| Roscommon–Galway     | Denis Naughten            |       | Indépendant                     |
| Roscommon–Galway     | Michael Fitzmaurice       |       | Indépendant                     |
| Roscommon–Galway     | Claire Kerrane            |       | Sinn Féin                       |
| Sligo–Leitrim        | Martin Kenny              |       | Sinn Féin                       |
| Sligo–Leitrim        | Marian Harkin             |       | Indépendant                     |
| Sligo–Leitrim        | Marc MacSharry            |       | Fianna Fáil                     |
| Sligo–Leitrim        | Frank Feighan             |       | Fine Gael                       |
| Tipperary            | Michael Lowry             |       | Indépendant                     |
| Tipperary            | Mattie McGrath            |       | Indépendant                     |
| Tipperary            | Martin Browne             |       | Sinn Féin                       |
| Tipperary            | Alan Kelly                |       | Parti travailliste              |
| Tipperary            | Jackie Cahill             |       | Fianna Fáil                     |
| Waterford            | David Cullinane           |       | Sinn Féin                       |
| Waterford            | Mary Butler               |       | Fianna Fáil                     |
| Waterford            | Matt Shanahan             |       | Indépendant                     |
| Waterford            | Marc Ó Cathasaigh         |       | Parti vert                      |
| Wexford              | Johnny Mythen             |       | Sinn Féin                       |
| Wexford              | Brendan Howlin            |       | Parti travailliste              |
| Wexford              | James Browne              |       | Fianna Fáil                     |
| Wexford              | Paul Kehoe                |       | Fine Gael                       |
| Wexford              | Verona Murphy             |       | Indépendant                     |
| Wicklow              | John Brady                |       | Sinn Féin                       |
| Wicklow              | Jennifer Whitmore         |       | Sociaux-démocrates              |
| Wicklow              | Simon Harris              |       | Fine Gael                       |
| Wicklow              | Stephen Donnelly          |       | Fianna Fáil                     |
| Wicklow              | Steven Matthews           |       | Parti vert                      |